# Stazione di Settsu
La stazione di Settsu (摂津駅?, Settsu-eki) è una stazione della Monorotaia di Ōsaka situata nella città di Settsu. La stazione è segnalata dal numero (21).